# Campeonato Mundial de Natação em Piscina Curta de 2018 - 100 m borboleta masculino
A prova dos 100 metros nado borboleta masculino do Campeonato Mundial de Natação em Piscina Curta de 2018 foi disputado entre os dias 12 e 13 de dezembro de 2018, no Hangzhou Sports Park Stadium, em Hangzhou, na China.

## Recordes
Antes desta competição, os recordes mundiais e do campeonato nesta prova eram os seguintes:
|                       | Nome         | Nacionalidade | Tempo | Local   | Data                  |
| --------------------- | ------------ | ------------- | ----- | ------- | --------------------- |
| Recorde mundial       | Chad le Clos | África do Sul | 48.08 | Windsor | 8 de dezembro de 2016 |
| Recorde do campeonato | Chad le Clos | África do Sul | 48.08 | Windsor | 8 de dezembro de 2016 |

## Medalhistas
| Ouro               | Prata                | Bronze          |
| Chad le Clos (RSA) | Caeleb Dressel (USA) | Li Zhuhao (CHN) |

## Resultados

### Eliminatórias
As eliminatórias ocorreram dia 12 de dezembro com um total de 78 nadadores.
| Colocação | Bateria | Raia | Nadador                      | Nacionalidade          | Tempo   | Notas |
| --------- | ------- | ---- | ---------------------------- | ---------------------- | ------- | ----- |
| 1         | 6       | 6    | Caeleb Dressel               | Estados Unidos         | 49.23   | Q     |
| 2         | 8       | 4    | Chad le Clos                 | África do Sul          | 49.34   | Q     |
| 3         | 8       | 3    | Marius Kusch                 | Alemanha               | 49.54   | Q     |
| 4         | 6       | 5    | Piero Codia                  | Itália                 | 50.07   | Q     |
| 5         | 8       | 1    | Jack Conger                  | Estados Unidos         | 50.20   | Q     |
| 6         | 8       | 5    | Li Zhuhao                    | China                  | 50.29   | Q     |
| 7         | 6       | 4    | Takeshi Kawamoto             | Japão                  | 50.34   | Q     |
| 8         | 7       | 5    | Mehdy Metella                | França                 | 50.42   | Q     |
| 9         | 7       | 3    | Yauhen Tsurkin               | Bielorrússia           | 50.58   | Q     |
| 10        | 7       | 2    | Kengo Ida                    | Japão                  | 50.74   | Q     |
| 11        | 8       | 6    | Aleksandr Kharlanov          | Rússia                 | 50.99   | Q     |
| 12        | 8       | 7    | Tomoe Zenimoto Hvas          | Noruega                | 51.04   | Q     |
| 13        | 7       | 6    | Roman Shevliakov             | Rússia                 | 51.21   | Q     |
| 14        | 6       | 0    | Deividas Margevičius         | Lituânia               | 51.25   | Q     |
| 15        | 6       | 3    | Konrad Czerniak              | Polónia                | 51.28   | Q     |
| 16        | 8       | 0    | Liubomyr Lemeshko            | Ucrânia                | 51.35   | Q     |
| 17        | 6       | 2    | Umitcan Gures                | Turquia                | 51.41   |       |
| 17        | 8       | 2    | Hryhory Pekarski             | Bielorrússia           | 51.41   |       |
| 19        | 4       | 3    | Adilbek Mussin               | Cazaquistão            | 51.50   |       |
| 20        | 5       | 5    | Brendan Hyland               | Irlanda                | 51.54   |       |
| 20        | 7       | 1    | Nic Brown                    | Austrália              | 51.54   |       |
| 22        | 6       | 7    | Ryan Coetzee                 | África do Sul          | 51.65   |       |
| 23        | 6       | 8    | Leonardo de Deus             | Brasil                 | 51.69   |       |
| 24        | 7       | 8    | Shen Jiahao                  | China                  | 51.73   |       |
| 25        | 5       | 2    | Antani Ivanov                | Bulgária               | 51.81   |       |
| 26        | 6       | 1    | Riku Pöytäkivi               | Finlândia              | 51.90   |       |
| 27        | 7       | 9    | Sajan Prakash                | Índia                  | 51.97   |       |
| 28        | 5       | 6    | Ben Hockin                   | Paraguai               | 52.13   |       |
| 29        | 7       | 0    | Hugo González                | Espanha                | 52.28   |       |
| 30        | 8       | 8    | Emmanuel Vanluchene          | Bélgica                | 52.30   |       |
| 31        | 7       | 7    | Kregor Zirk                  | Estónia                | 52.32   |       |
| 32        | 5       | 0    | Esnaider Reales              | Colômbia               | 52.43   |       |
| 33        | 5       | 7    | Adam Halas                   | Eslováquia             | 52.50   |       |
| 34        | 6       | 9    | Sascha Subarsky              | Áustria                | 52.53   |       |
| 35        | 5       | 3    | Bradlee Ashby                | Nova Zelândia          | 52.57   |       |
| 36        | 5       | 1    | Daniel Martin                | Roménia                | 52.62   |       |
| 37        | 5       | 9    | Cadell Lyons                 | Trinidad e Tobago      | 52.91   |       |
| 37        | 8       | 9    | Wang Kuan-hung               | Taipé Chinesa          | 52.91   |       |
| 39        | 4       | 4    | Alexandre Perreault          | Canadá                 | 53.40   |       |
| 40        | 4       | 1    | Nicholas Lim                 | Hong Kong              | 53.49   |       |
| 41        | 2       | 0    | Philipp Adejumo              | Nigéria                | 53.62   |       |
| 42        | 5       | 8    | Julien Henx                  | Luxemburgo             | 53.80   |       |
| 43        | 5       | 4    | Cherantha de Silva           | Sri Lanka              | 54.21   |       |
| 44        | 4       | 0    | Seggio Bernardina            | Curaçau                | 54.25   |       |
| 45        | 4       | 2    | Gabriel Araya                | Chile                  | 54.37   |       |
| 46        | 4       | 5    | Ralph Goveia                 | Zâmbia                 | 54.42   |       |
| 47        | 4       | 9    | Siwat Matangkapong           | Tailândia              | 54.75   |       |
| 48        | 4       | 8    | Vladislav Shuliko            | Quirguistão            | 55.43   |       |
| 49        | 4       | 6    | Ayman Kelzi                  | Síria                  | 55.53   |       |
| 50        | 2       | 9    | Md Mahamudun Nobi Nahid      | Bangladesh             | 56.04   |       |
| 51        | 3       | 4    | Yacob Al-Khulaifi            | Catar                  | 56.25   |       |
| 51        | 4       | 7    | N'Nhyn Fernander             | Bahamas                | 56.25   |       |
| 53        | 1       | 2    | Ali Alkaabi                  | Emirados Árabes Unidos | 56.77   |       |
| 54        | 3       | 3    | Chase Onorati                | Zimbabwe               | 57.00   |       |
| 55        | 1       | 7    | Mohammed Isam Sadeq Kazan    | Iraque                 | 57.13   |       |
| 56        | 3       | 8    | Zeniel Guzmán                | República Dominicana   | 57.57   |       |
| 57        | 3       | 1    | Jayhan Odlum-Smith           | Santa Lúcia            | 57.64   |       |
| 58        | 3       | 6    | Yousif Bu-Arish              | Arábia Saudita         | 57.84   |       |
| 59        | 3       | 0    | Fernando Ponce               | Guatemala              | 57.90   |       |
| 60        | 3       | 9    | Dajenel Williams             | Granada                | 58.22   |       |
| 61        | 2       | 4    | Collins Saliboko             | Tanzânia               | 58.39   |       |
| 62        | 3       | 5    | Davidson Vincent             | Haiti                  | 58.41   |       |
| 63        | 3       | 7    | Ridhwan Abubakar             | Quênia                 | 58.61   |       |
| 64        | 3       | 2    | Isiaka Irankunda             | Ruanda                 | 58.63   |       |
| 65        | 2       | 5    | Troy Pina                    | Cabo Verde             | 59.18   |       |
| 66        | 1       | 8    | Bernat Lomero                | Andorra                | 59.55   |       |
| 67        | 2       | 3    | Dion Kadriu                  | Kosovo                 | 59.96   |       |
| 68        | 1       | 3    | Ganira Belly-Cresus          | Burundi                | 59.99   |       |
| 69        | 1       | 5    | Abdulla Essa Ahmed Ali Yusuf | Bahrein                | 1:00.23 |       |
| 70        | 2       | 8    | Anubhav Subba                | Nepal                  | 1:01.01 |       |
| 71        | 2       | 6    | Ousmane Touré                | Mali                   | 1:01.76 |       |
| 72        | 2       | 2    | Simanga Dlamini              | Essuatíni              | 1:02.74 |       |
| 73        | 1       | 6    | Fakhriddin Madkamov          | Tajiquistão            | 1:03.86 |       |
| 74        | 2       | 1    | Ratha Phin                   | Camboja                | 1:04.53 |       |
| 75        | 2       | 7    | Nelson Batallones            | Marianas Setentrionais | 1:05.15 |       |
| 76        | 1       | 1    | Achala Gekabel               | Etiópia                | 1:06.82 |       |
| 77        | 1       | 4    | Albachir Mouctar             | Níger                  | 1:15.09 |       |
| 78        | 7       | 4    | Matteo Rivolta               | Itália                 | DSQ     |       |

### Semifinal
A semifinal ocorreu dia 12 de dezembro.
Semifinal 1
| Colocação | Raia | Nadador              | Nacionalidade | Tempo | Notas |
| --------- | ---- | -------------------- | ------------- | ----- | ----- |
| 1         | 4    | Chad le Clos         | África do Sul | 49.07 | Q     |
| 2         | 3    | Li Zhuhao            | China         | 49.36 | Q,    |
| 3         | 6    | Mehdy Metella        | França        | 49.77 | Q     |
| 4         | 5    | Piero Codia          | Itália        | 50.23 | Q     |
| 5         | 7    | Tomoe Zenimoto Hvas  | Noruega       | 50.49 | WJR   |
| 6         | 2    | Kengo Ida            | Japão         | 50.54 |       |
| 7         | 1    | Deividas Margevičius | Lituânia      | 50.95 |       |
| 8         | 8    | Liubomyr Lemeshko    | Ucrânia       | 51.53 |       |

Semifinal 2
| Colocação | Raia | Nadador             | Nacionalidade  | Tempo | Notas |
| --------- | ---- | ------------------- | -------------- | ----- | ----- |
| 1         | 4    | Caeleb Dressel      | Estados Unidos | 48.93 | Q     |
| 2         | 5    | Marius Kusch        | Alemanha       | 49.35 | Q     |
| 3         | 6    | Takeshi Kawamoto    | Japão          | 49.94 | Q     |
| 4         | 3    | Jack Conger         | Estados Unidos | 50.41 | Q     |
| 5         | 7    | Aleksandr Kharlanov | Rússia         | 50.76 |       |
| 6         | 2    | Yauhen Tsurkin      | Bielorrússia   | 50.77 |       |
| 7         | 1    | Roman Shevliakov    | Rússia         | 50.94 |       |
| 8         | 8    | Konrad Czerniak     | Polónia        | 51.18 |       |

### Final
A final foi realizada em 13 de dezembro.
| Colocação         | Raia | Nadador          | Nacionalidade  | Tempo | Notas            |
| ----------------- | ---- | ---------------- | -------------- | ----- | ---------------- |
| Medalha de ouro   | 5    | Chad le Clos     | África do Sul  | 48.50 |                  |
| Medalha de prata  | 4    | Caeleb Dressel   | Estados Unidos | 48.71 |                  |
| Medalha de bronze | 6    | Li Zhuhao        | China          | 49.25 | Recorde asiático |
| 4                 | 2    | Mehdy Metella    | França         | 49.45 |                  |
| 5                 | 3    | Marius Kusch     | Alemanha       | 49.50 |                  |
| 6                 | 7    | Takeshi Kawamoto | Japão          | 50.07 |                  |
| 7                 | 8    | Jack Conger      | Estados Unidos | 50.32 |                  |
| 8                 | 1    | Piero Codia      | Itália         | 50.71 |                  |

Legenda
| Recorde mundial       | Recorde mundial (World record)               |                       | Recorde africano                      | Recorde africano (African) |                                           | Q | Classificado por posição (Qualified) |
| Recorde do campeonato | Recorde do campeonato (Championship record)  | Recorde da América    | Recorde da América (Americas)         | q                          | Classificado por melhor tempo (Qualified) |   |                                      |
| Melhor marca do ano   | Melhor marca do ano (World leading)          | Recorde asiático      | Recorde asiático (Asian)              | DNS                        | Não largou (Did not start)                |   |                                      |
| Recorde nacional      | Recorde nacional (National record)           | Recorde europeu       | Recorde europeu (European)            | DNF                        | Não terminou (Did not finish)             |   |                                      |
| Recorde pessoal       | Recorde pessoal do atleta (Personal best)    | Recorde da Oceania    | Recorde da Oceania (Oceania)          | DSQ / DQ                   | Desclassificado (Disqualified)            |   |                                      |
| Recorde da temporada  | Recorde da temporada do atleta (Season best) | Recorde sul-americano | Recorde sul-americano (South America) | NM                         | Sem marca (No mark)                       |   |                                      |